# Гомініди
Гомініди, або людиноподібні (Hominidae) — таксономічна родина приматів, що включає вісім сучасних видів у чотирьох родах: орангутан (борнейський, суматранський і тапанульський орангутанг); горила (східна і західна горила); шимпанзе (шимпанзе і бонобо); і людина, з яких залишилися тільки людина розумна (Homo sapiens).
У межах таксона Hominidae ряд існуючих і вимерлих родів згруповані з людьми, шимпанзе і горилами в підродину гомініни; інші — з орангутангами в підродину понгіни (див. класифікаційну схему нижче). Останній спільний предок усіх гомінід жив приблизно 14 мільйонів років тому, коли предки орангутангів відокремилися від лінії предків трьох інших родів. Цей предок родини Hominidae вже відокремився від родини гібонових (Hylobatidae), можливо, 15—20 мільйонів років тому.
Через тісний генетичний зв'язок між людьми та іншими людиноподібними мавпами деякі зоозахисні організації, такі як Great Ape Project, стверджують, що всі людиноподібні мавпи мають розцінюватися як особистості та повинні мати базові людські права. Двадцять дев'ять країн ввели заборону на проведення досліджень, щоб захистити людиноподібних мавп від проведення над ними будь-яких наукових експериментів.

## Опис

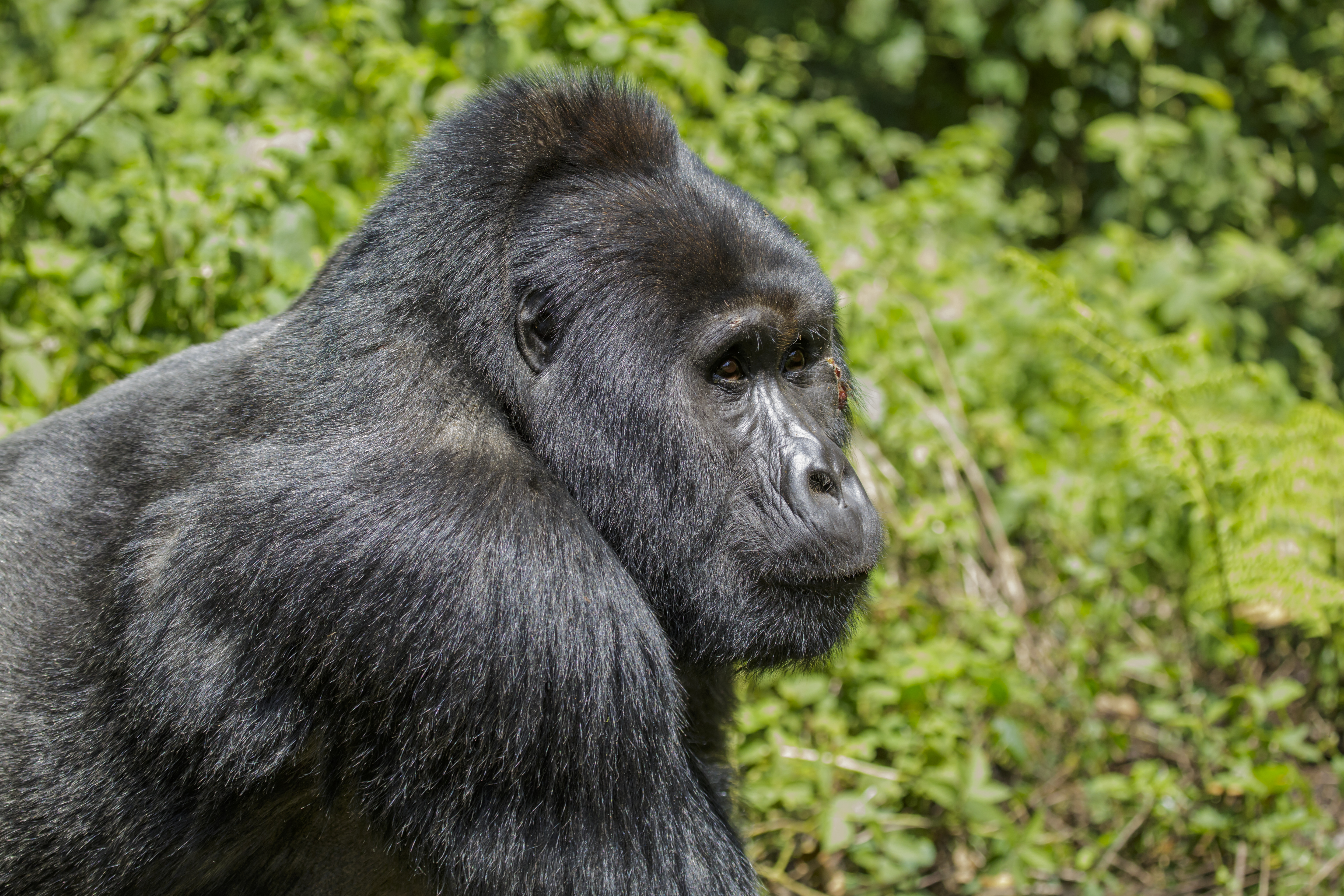
Gorilla beringei

Людиноподібні — безхвості примати, найменшим з яких є бонобо вагою від 30 до 40 кілограмів, а найбільшим — східні горили, самці яких важать від 140 до 180 кілограмів. У всіх людиноподібних мавп самці в середньому більші та сильніші за самок, хоча ступінь статевого диморфізму сильно варіює між видами. Зуби гомінід схожі на зуби мавп Старого Світу та гібонів, хоча у горил вони особливо великі. Зубна формула — 2/2, 1/1, 2/2, 3/3. Людські зуби та щелепи помітно менші відносно розміру тіла порівняно з зубами та щелепами інших гомінід. Можливо, це пристосування не лише до широкого використання знарядь праці, яке витіснило роль щелеп у полюванні та боротьбі, але й до вживання вареної їжі з кінця плейстоцену.

## Класифікація

### Сучасні види
Існує вісім видів гомінід, що об'єднані в чотири роди. Загальноприйнятою є наступна класифікація:
- Родина гомініди: люди та інші людиноподібні мавпи; вимерлі роди та види не включені[2]
  - Підродина Ponginae
    - Триба Pongini
      - Рід Pongo
        - Орангутан калімантанський, Pongo pygmaeus
          - Northwest Bornean orangutan, Pongo pygmaeus pygmaeus
          - Northeast Bornean orangutan, Pongo pygmaeus morio
          - Central Bornean orangutan, Pongo pygmaeus wurmbii

        - Орангутан суматранський, Pongo abelii
        - Орангутан тапанульський, Pongo tapanuliensis[8]

  - Підродина Homininae
    - Триба Gorillini
      - Рід Gorilla
        - Горила західна, Gorilla gorilla
          - Західна рівнинна горила, Gorilla gorilla gorilla
          - Річкова горила, Gorilla gorilla diehli

        - Горила східна, Gorilla beringei
          - Гірська горила, Gorilla beringei beringei
          - Східна рівнинна горила, Gorilla beringei graueri

    - Триба Hominini
      - Підтриба Шимпанзе
        - Рід Pan
          - Шимпанзе звичайний, Pan troglodytes
            - Шимпанзе центральний, Pan troglodytes troglodytes
            - Шимпанзе західний, Pan troglodytes verus
            - Шимпанзе нігерійсько-камерунський, Pan troglodytes ellioti
            - Шимпанзе східний, Pan troglodytes schweinfurthii

          - Шимпанзе карликовий, Pan paniscus

      - Підтриба Австралопітецина
        - Рід Homo
          - Людина розумна, Homo sapiens
            - Людина сучасного типу, Homo sapiens sapiens

### Викопні види

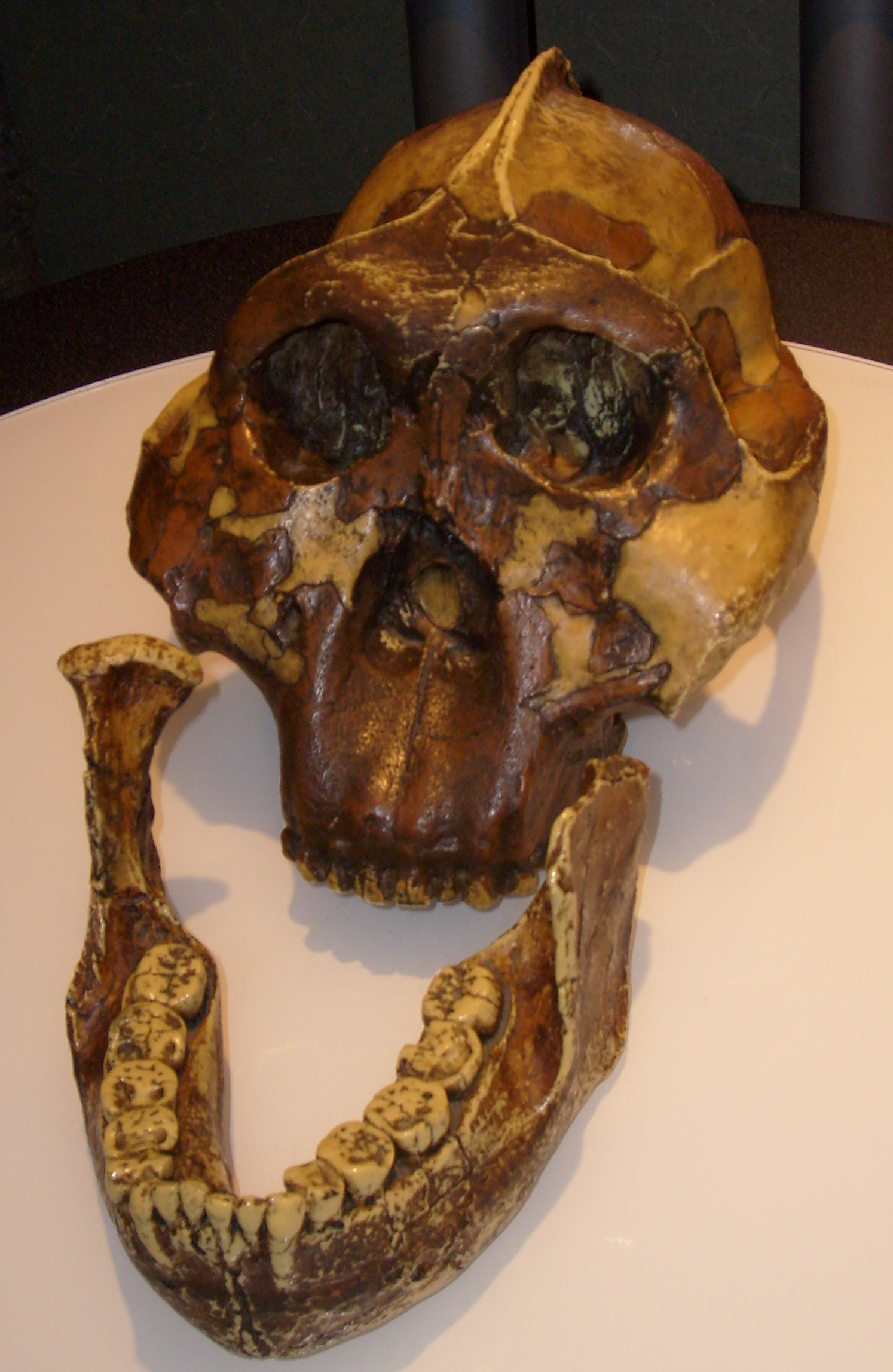
Копія черепа, відомого як «Людина-лускунчик», знайденого Мері Лікі

На додачу до існуючих видів і підвидів, археологи, палеонтологи та антропологи відкрили та класифікували численні викопні види гомінід, наведені нижче:
Родина гомініди
- Підродина Ponginae[10]
  - † Триба Lufengpithecini
    - Люфенгпітек
      - Lufengpithecus lufengensis
      - Lufengpithecus keiyuanensis
      - Lufengpithecus hudienensis

    - Мегантроп
      - Meganthropus palaeojavanicus

  - † Триба Sivapithecini
    - Анкарапітек
      - Ankarapithecus meteai

    - Сівапітек
      - Sivapithecus brevirostris
      - Sivapithecus punjabicus
      - Sivapithecus parvada
      - Sivapithecus sivalensis
      - Sivapithecus indicus

    - Гігантопітек
      - Gigantopithecus bilaspurensis
      - Gigantopithecus blacki
      - Gigantopithecus giganteus

  - Триба Pongini
    - † Хорапітек
      - Khoratpithecus ayeyarwadyensis
      - Khoratpithecus piriyai
      - Khoratpithecus chiangmuanensis

    - Pongo (орангутани)
      - † Pongo hooijeri
- Підродина Homininae[9][11]
  - † Триба Dryopithecini
    - Кеніапітек (розміщення дискутується)
      - Kenyapithecus wickeri

    - Данувій
      - Danuvius guggenmosi

    - Піеролапітек (розміщення дискутується)
      - Pierolapithecus catalaunicus

    - Уранопітек
      - Ouranopithecus macedoniensis

    - Отавіпітек
      - Otavipithecus namibiensis

    - Моротопітек (розміщення дискутується)
      - Morotopithecus bishopi

    - Ореопітек (розміщення дискутується)
      - Oreopithecus bambolii

    - Накаліпітек
      - Nakalipithecus nakayamai

    - Анояпітек
      - Anoiapithecus brevirostris

    - Іспанопітек (розміщення дискутується)
      - Hispanopithecus laietanus
      - Hispanopithecus crusafonti

    - Дріопітек
      - Dryopithecus fontani

    - Rudapithecus (розміщення дискутується)
      - Rudapithecus hungaricus

    - Самбурупітек
      - Samburupithecus kiptalami

    - † Грекопітек[12]
      - Graecopithecus freybergi

  - Триба Gorillini
    - † Хорорапітек (розміщення дискутується)
      - Chororapithecus abyssinicus

  - Триба Hominini
    - Підтриба Шимпанзе
    - Підтриба Австралопітецина
      - † Сахельантроп
        - Sahelanthropus tchadensis

      - † Оррорін
        - Orrorin tugenensis
        - Orrorin praegens

      - † Ардипітек
        - Ardipithecus ramidus
        - Ardipithecus kadabba

      - † Кеніантроп
        - Kenyanthropus platyops

      - † Австралопітек
        - Австралопітек бахр-ель-газальський
        - Австралопітек анамський
        - Австралопітек афарський
        - Австралопітек африканський
        - Австралопітек гарі
        - Австралопітек седіба
        - Australopithecus deyiremeda

      - † Парантроп
        - Парантроп ефіопський
        - Парантроп робустус
        - Парантроп Бойса

      - Людина — близькі родичі сучасної людини
        - † Homo gautengensis (ймовірні зразки людини умілої)
        - † Людина рудольфійська (приналежність до Homo непевна)
        - † Людина уміла (приналежність до Homo непевна)
        - † Homo naledi (приналежність до Homo непевна)
        - † Людина грузинська (ймовірний ранній підвид Homo erectus)
        - † Людина працююча (африканський Homo erectus)
        - † Людина прямоходяча
          - † Homo erectus bilzingslebenensis
          - † Пітекантроп
          - † Лантянська людина
          - † Нанкінська людина
          - † Синантроп
          - † Явантроп (можливий окремий вид)
          - † Тотавельська людина
          - † Юаньмоуська людина

        - † Людина флореська (приналежність до Homo непевна)
        - † Людина з Кальяо (приналежність до Homo непевна)
        - † Людина-попередник
        - † Гайдельберзька людина
        - † Homo cepranensis (можливий екземпляр людини гайдельберзької)
        - † Homo helmei (можливий ранній зразок людини розумної)
        - † Людина цзайчанійська (розглядається як підвид H. erectus або людини денисівської; малоймовірно, що це окремий вид)
        - † Денисівська людина (наукова назва ще не присвоєна)
        - † Неандерталець
        - † Родезійська людина (можливий пізній екземпляр людини гайдельберзької)
        - Людина розумна, Homo sapiens (інколи Homo sapiens sapiens)
          - † Людина розумна найстаріша, Homo sapiens idaltu
          - † Археоантроп